# أليوت غريفين توماس
أليوت غريفين توماس (بالإنجليزية: Elliot Griffin Thomas)‏ هو كاهن كاثوليكي أمريكي، ولد في 25 يوليو 1926 في بيتسبرغ في الولايات المتحدة، وتوفي في 28 فبراير 2019.